# VaxaSoftware
VaxaSoftware es un sitio web dedicado a la distribución de software educativo. Sus aplicaciones incluyen tanto programas comerciales como otros gratuitos (freeware).
Su sitio web está disponible en español e inglés.
Además de software educativo, dispone de juegos freeware y recursos educativos como tablas de fórmulas y datos para Matemáticas, Física, Química, Bioquímica y Astronomía.

## Inicios
VaxaSoftware se inicia en marzo de 2007 como un proyecto promovido por varios programadores a fin de comercializar directamente sus productos en la red. Para ello reservaron su actual dominio www.vaxasoftware.com.
Anteriormente a esa fecha, existía en fase de pruebas como un subdominio en el sitio www.editions75.com, concretamente www.vaxasoft.editions75.com y operando entonces con el nombre de VaxaSoft. Ese sitio web provisional pertenece al famoso compositor minimalista estadounidense Tom Johnson, lo cual explica que haya un enlace permanente en la página principal de VaxaSoftware apuntando a la página de este artista.

## Productos
El principal producto de VaxaSoftware es Merlín, un Generador automático de Ejercicios y Problemas para Windows. Este está disponible para Matemáticas, Física y Química a nivel de educación secundaria y primaria. Otros productos están orientados a la Química: WinVal (valoraciones ácido base) o MCTH (calculador del número de platos teóricos por el Método de McCabe-Thiele para torres de destilación) dirigido a la educación superior universitaria y a empresas de ingeniería química.
Dispone también de utilidades para Estadística, Calculadoras científicas, juegos, entre otros.

## Mascota
Actualmente VaxaSoftware usa un personaje de estilo manga llamado Wizzy. Éste representa a una niña con largas trenzas rubias portando una varita mágica. Wizzy deriva de la palabra inglesa Wizard (asistente) que son las típicas ventanas que presentan los programas para guiarnos paso a paso en el desarrollo de actividades complejas. Wizzy aparece en el asistente de los Generadores de problemas.